# Эридан (река)
Эридан (греч. Ηριδανός) — небольшая речка в Греции, протекавшая через Древние Афины. Брала начало на южном склоне холма Ликавит, протекала на юго-запад до площади Синтагматос, выходила из города в Керамике вблизи Священных ворот, протекала несколько сотен метров вдоль Священной дороги в северо-западном направлении и впадала в реку Илисос близ улицы Пиреос. Играла существенную роль в водоснабжении Афин. Эридан описывали такие учёные, как Павсаний и Страбон.
Впервые упоминается Платоном в «Критии».
В IV веке до н. э. в районе Керамика река превратилась в болото, были начаты работы по осушению территории, на которой появились керамические мастерские. В классический период река снова превратилась в болото из-за увеличения плотности застройки и стоков. При Адриане (117—138) река была заключена в жёлоб, накрытый кирпичным куполом, сохранившимся в районе Монастираки. Позже была засыпана и превратилась в подземный канал. При проведении исследований для строительства афинского метрополитена в 1992 году вспомнили о забытой реке. В настоящее время видимое русло шириной 2 метра существует только на участке в Керамике вблизи Священных ворот, где пересекает место раскопок некрополя с востока на запад на протяжении 200 метров. В 2008 году было объявлено о начале работ по восстановлению реки. В декабре 2008 года завершены реставрационные работы на площади Монастираки, при которых был обнаружен участок русла реки на глубине 6 метров. Посетители площади могут увидеть и услышать реку.